# Julian Wright
Julian Emil-Jamaal Wright (Chicago Heights, 20 maggio 1987) è un ex cestista statunitense di ruolo centro.

## Carriera
È stato selezionato dai New Orleans Hornets al primo giro del Draft NBA 2007 (13ª scelta assoluta).
È stato scambiato con Marco Belinelli al termine del draft NBA del 2010.

## Palmarès
- McDonald's All American Game (2005)